# Рейдгоулар

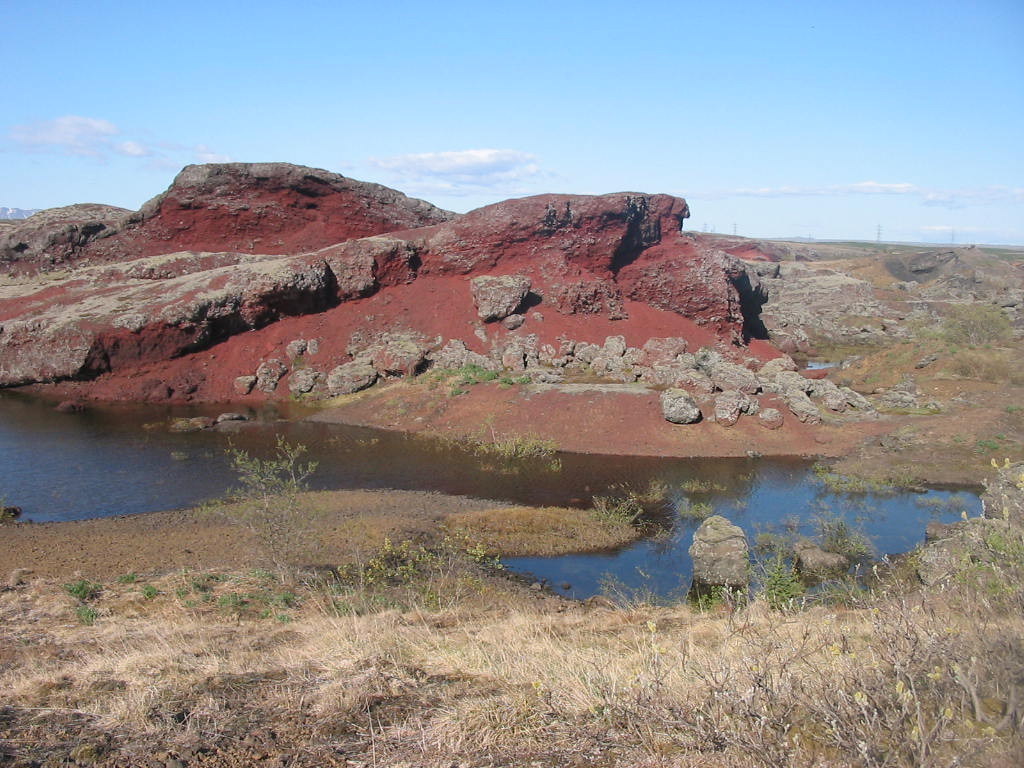
Псевдократери Рейдгоулар, на південно-східних окраїнах м. Рейк'явік, Ісландія.

Рейдгоулар (з ісл. Rauðhólar — червоні пагорби) — залишки групи псевдократерів в районі лавинного поля Етлідааургрейн, на південно-східних межах м. Рейк'явік, Ісландія. Рейдгоулар — частина природного заповідника Гейдмерк.
Їх вік сягає 4600 років. Первинно було більше ніж 80 кратерів, але з них добували гравій, що використовувався у будівництві. Більшість матеріалу було вибрано протягом Другої світової війни для спорудження таких будов як аеропорт Рейк'явіка та прокладка доріг.